# Cortinarius mucifluus
Cortinarius mucifluus (Elias Magnus Fries, 1838) din încrengătura Basidiomycota, în familia Cortinariaceae și de genul Cortinarius este o specie rară (în Europa de Nord mai frecventă) de ciuperci comestibile care coabitează, fiind un simbiont micoriza (formează micorize pe rădăcinile arborilor). O denumire populară nu este cunoscută. În România, Basarabia și Bucovina de Nord trăiește solitar sau în grupuri mici pe sol acru și umed în păduri de conifere mai ales sub molizi și pini adesea între mușchi. Apare de la câmpie la munte din (august) septembrie până în octombrie (noiembrie).

## Taxonomie

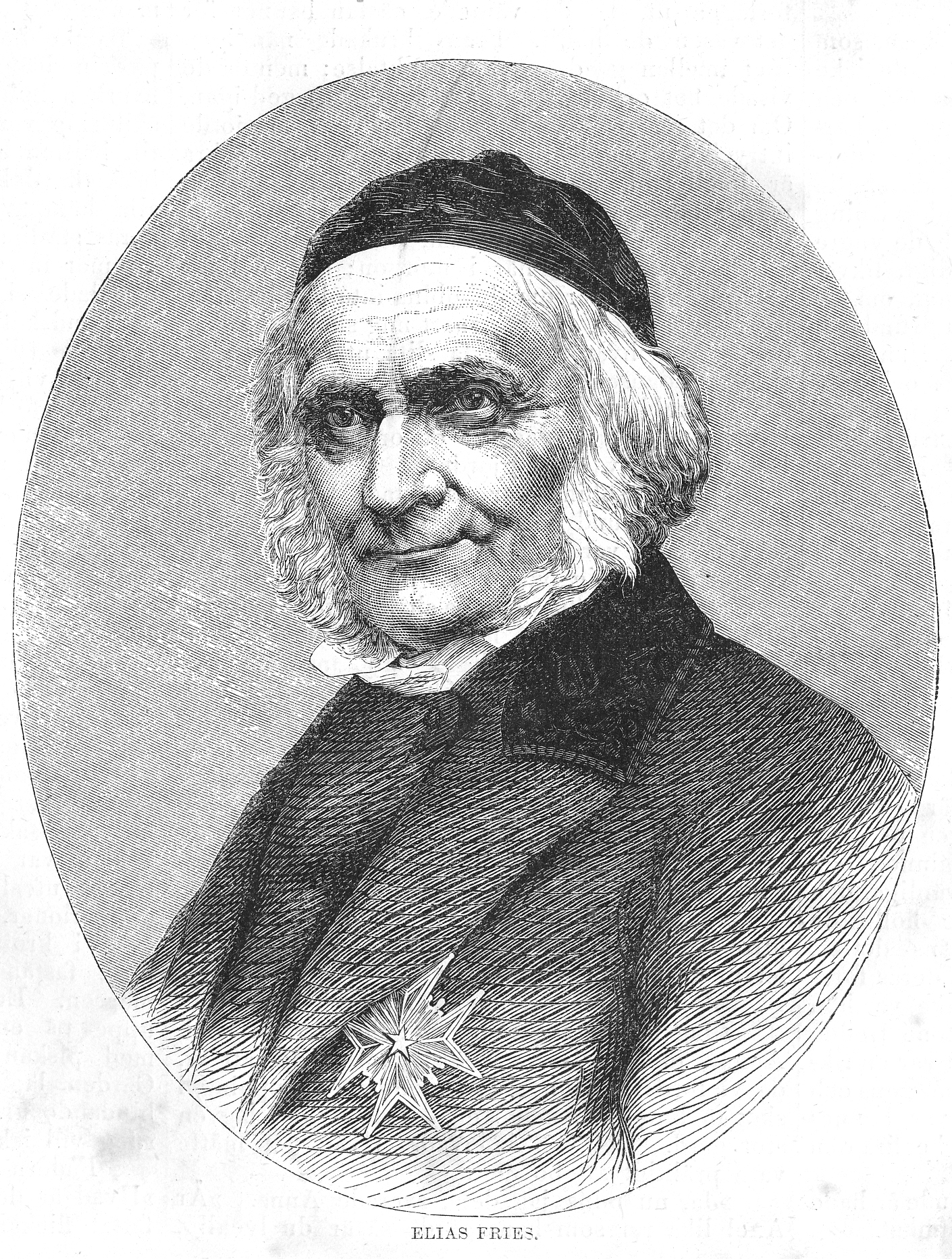
Elias Fries

Numele binomial Cortinarius mucifluus a fost determinat de renumitul savant suedez Elias Magnus Fries în lucrarea sa Epicrisis systematis mycologici, seu synopsis hymenomycetum din 1838, fiind și numele curent valabil (2023).
Sinonime obligatorii sunt Myxacium mucifluum a botanistului german Friedrich Otto Wünsche din 1877, precum Myxopholis mucifluum a micologului francez Marcel Locquin (1922-2009) din 1979, ambele bazând pe descrierea lui Fries. De asemenea, toți ceilalți taxoni sunt acceptați.
Epitetul specific este derivat din cuvintelelatine (latină mucosus=cleios, mucos, mucegăit, și (latină fluere=a curge, a șiroi, datorită aspectului ciupercii.

## Descriere

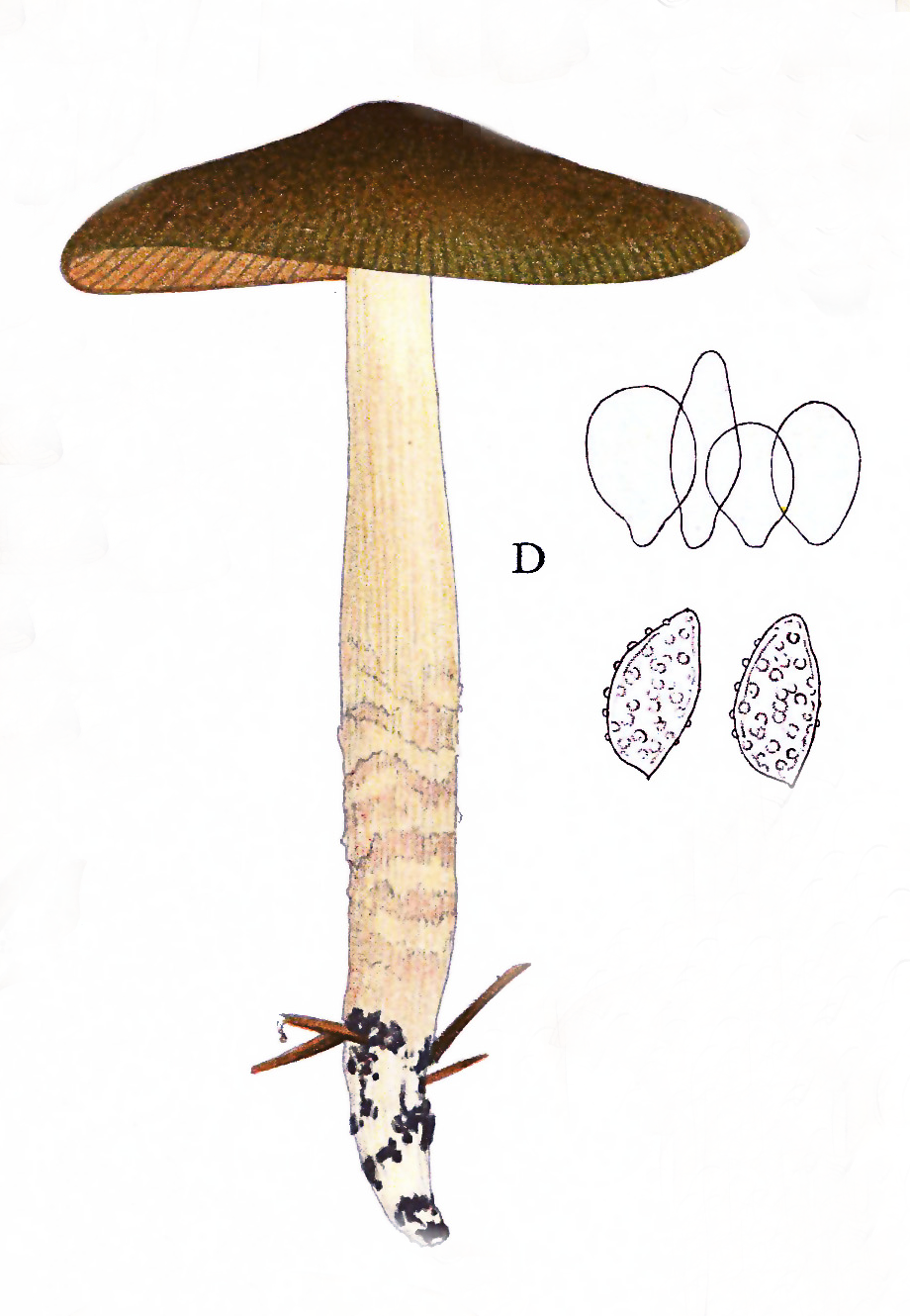
J.E.Lange - Cortinarius mucifluus

- Pălăria: nu prea cărnoasă și moale cu un diametru de 3-8 (10) cm este inițial emisferică cu marginea răsucită spre interior, dar se întinde rapid, devenind conic-convexă până extinsă, în vârstă deprimată în centru cu un mamelon obtuz ușor proeminent și cu marginea striată și translucidă. Cuticula este netedă, glabră, strălucitoare, vâscoasă, în special în tinerețea buretelui. Coloritul tinde între brun de alune, brun-măsliniu și brun-roșiatic, schimbând la bătrânețe în culoarea pielii de porc, centrul fiind atunci mai deschis sau mai întunecat.
- Lamelele: apropiate, aproape aglomerate sunt subțiri, cu lameluțe intercalate de lungime diferită, slab bombat aderate la picior, fiind învăluite la început de o cortină albă și vâscoasă, formată din fibre foarte fine ca păienjeniș, resturile vălului parțial. Coloritul la început bej deschis, apoi ocru-brun până brun-roșiatic, devine cu avansarea în vârstă brun-ruginiu. Muchiile crestate sunt de aceiași culoare.
- Piciorul: moale și plin pe dinăuntru cu o înălțime de 6-10  cm și o grosime de 1-2 cm, de formă cilindrică nu este îngroșat la bază, dar se înrădăcinește destul de adânc. Suprafața unsuroasă până cleioasă este albă cu un licăr violet-albăstrui, fiind inițial acoperită de un voal trecător lipicios, fuliginos-solzos care este dispus ca un armilar. Nu prezintă un inel.
- Carnea: albicioasă și în vârf slab albăstruie este destul de apoasă și moale. Nu se decolorează după tăiere. Mirosul este imperceptibil, în vârstă puțin dulcișor și gustul neremarcabil.[3][4]
- Caracteristici microscopice: are spori mari colorați ocru-gălbui, în formă de migdale și verucoși cu o mărime medie de 12,5-16 x 7-8,5 microni. Pulberea lor este brun-ruginie. Basidiile clavate poartă 4 sterigme fiecare cu o conexiune bazală cu cleme cu o dimensiune de 30-45 x 11-15 microni. Prezintă cheilocistide (elemente sterile situate pe muchia lamelor) de 35-50 x 14-20 microni, dar pleurocistidele (elemente sterile situate în himenul de pe fețele lamelor) lipsesc. [10][11]
- Reacții chimice: nu au putut fi găsite.

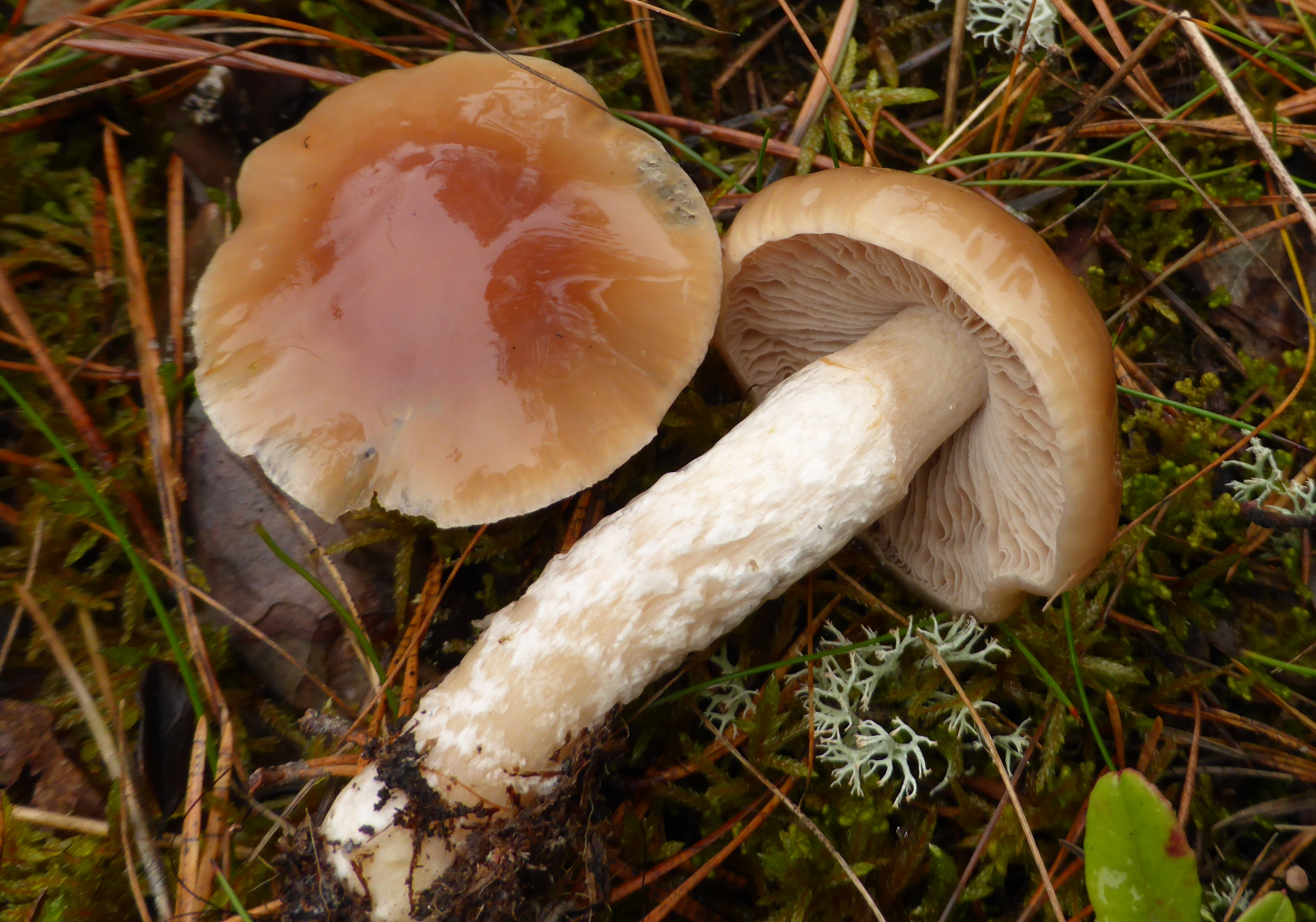
C. mucifluus mai tineri: pălărie, lamele și picior
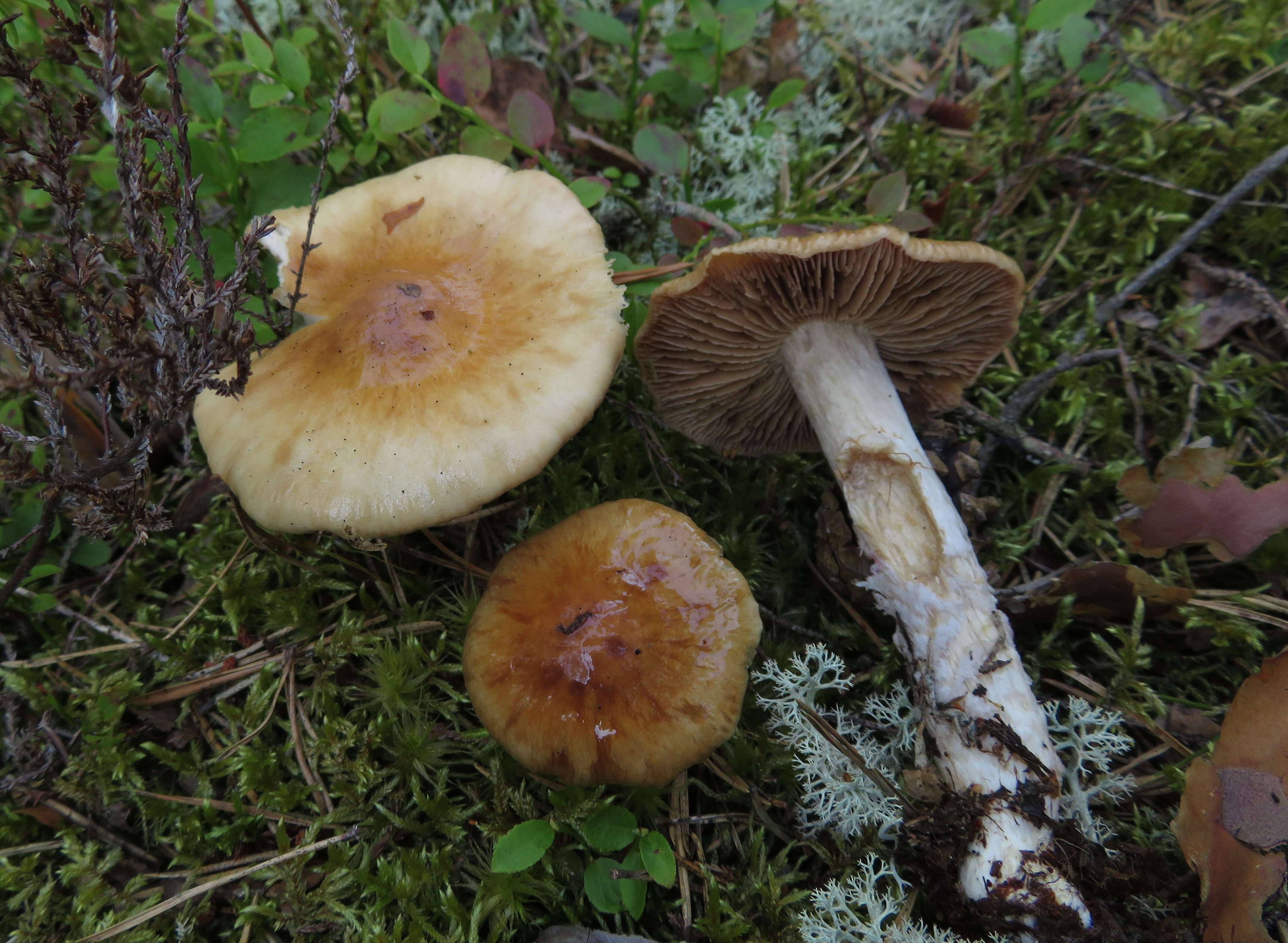
C. mucifluus mai bătrâni: pălărie, lamele și picior

## Confuzii
Cortinarius mucifluus poate fi confundat de exemplu cu Cortinarius collinitus (comestibil), Cortinarius delibutus (comestibil), Cortinarius mucosus (comestibil), Cortinarius multiformis (comestibil), Cortinarius olidus (necomestibil), Cortinarius saginus, Cortinarius stillatitius (comestibil), Cortinarius trivialis (necomestibil), Cortinarius varius (comestibil) sau Cortinarius vibratilis (necomestibil).

## Specii asemănătoare în imagini

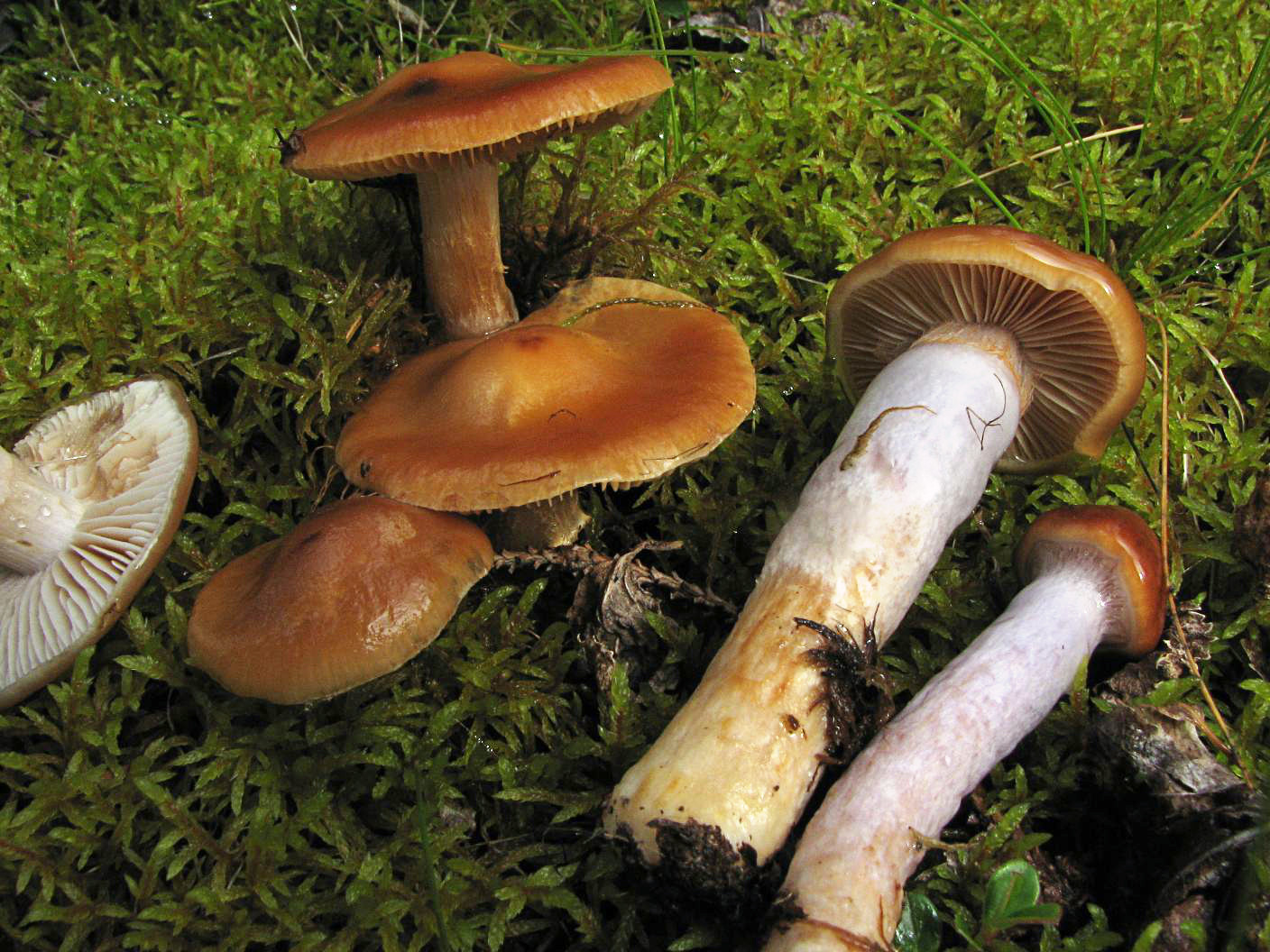
Cortinarius collinitus
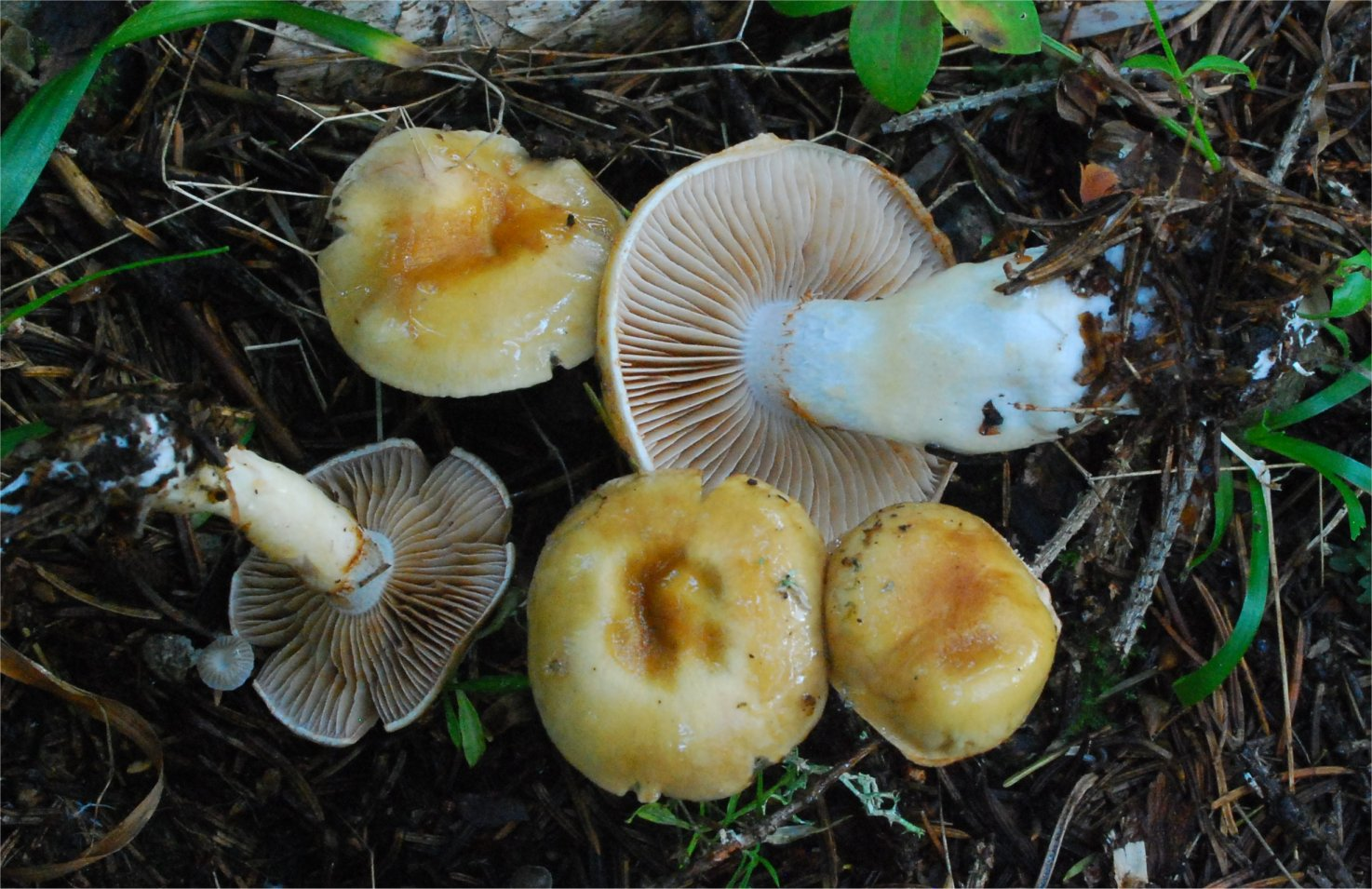
Cortinarius delibutus
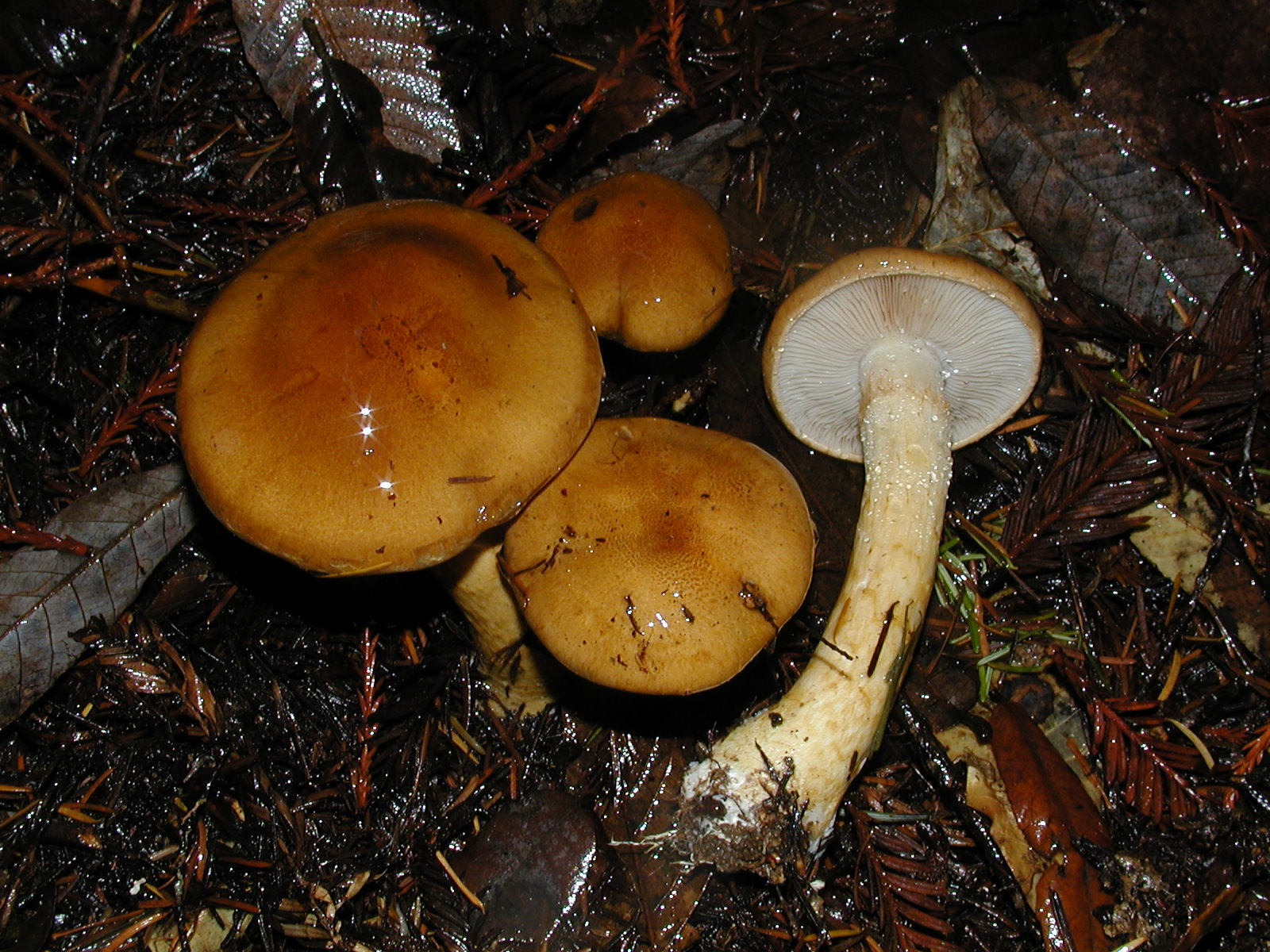
Cortinarius mucosus
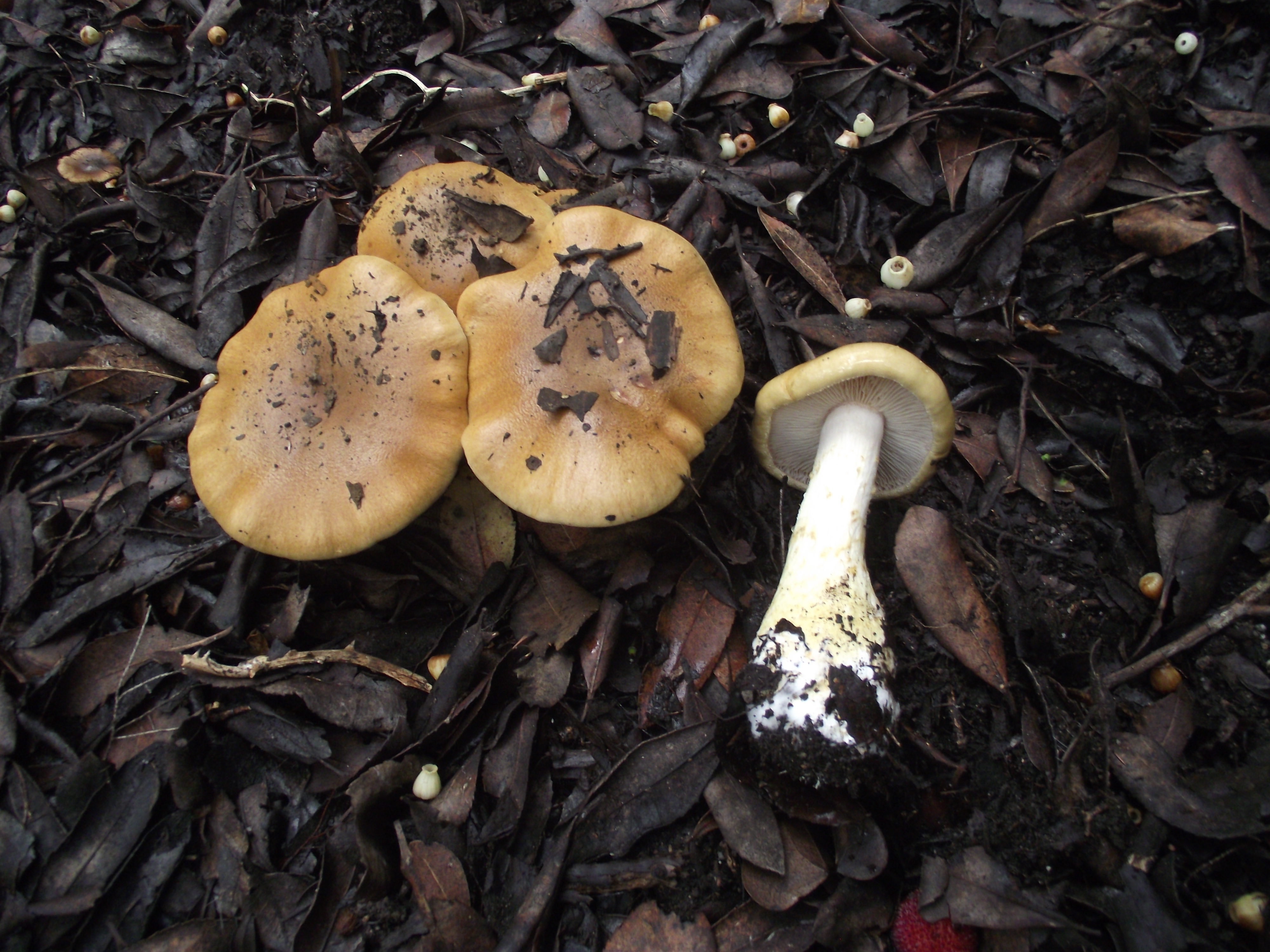
!Cortinarius olidus!
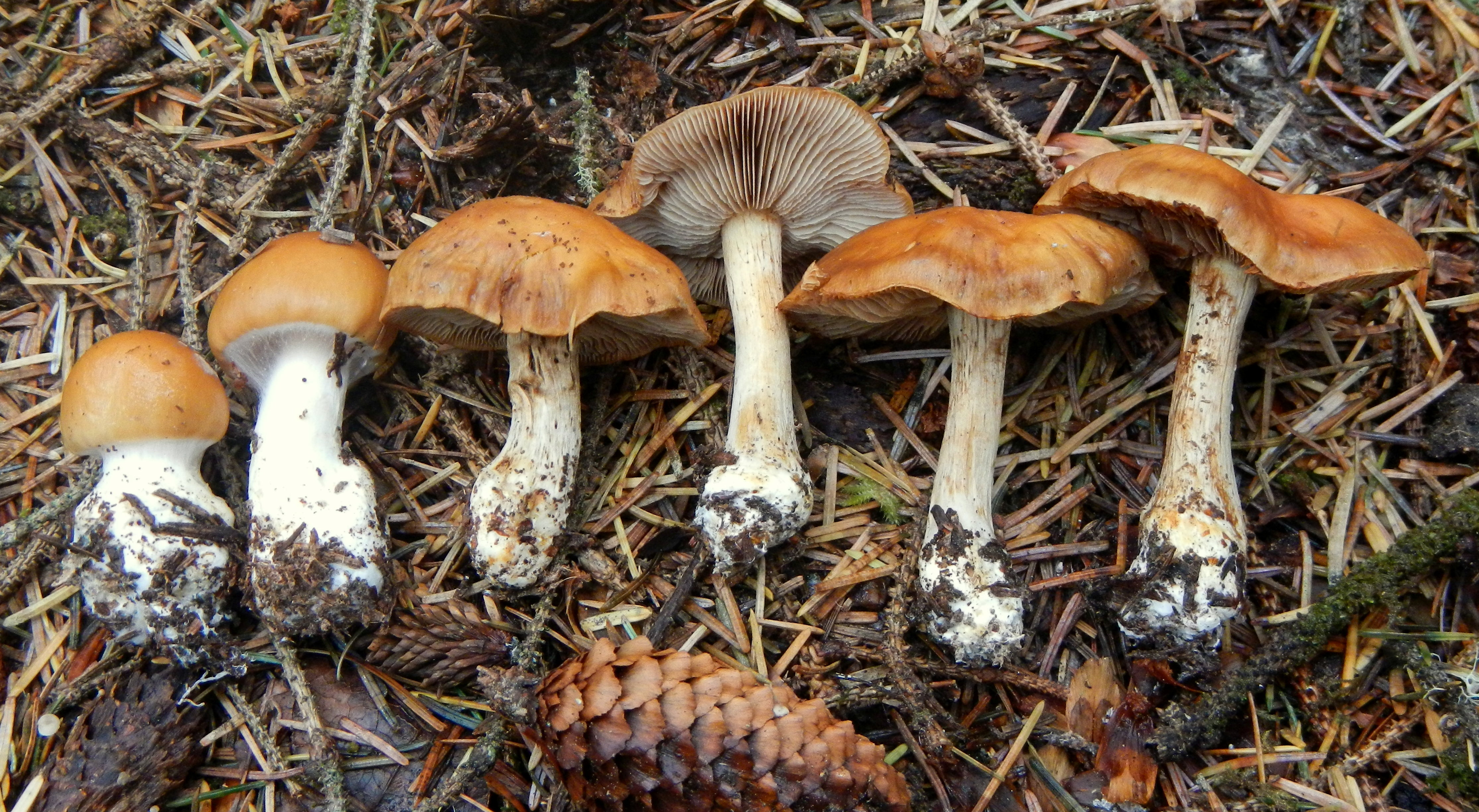
Cortinarius multiformis

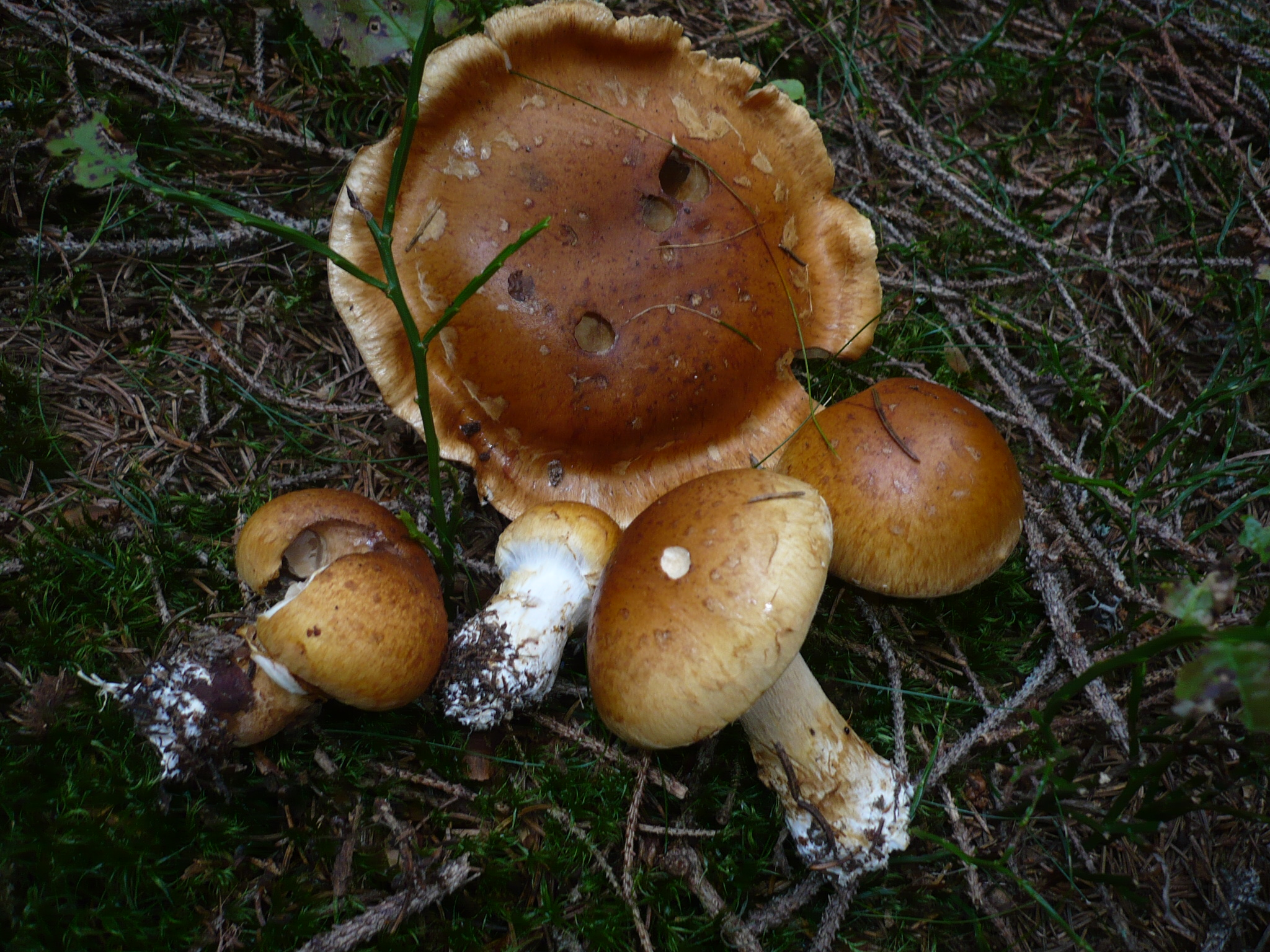
Cortinarius saginus
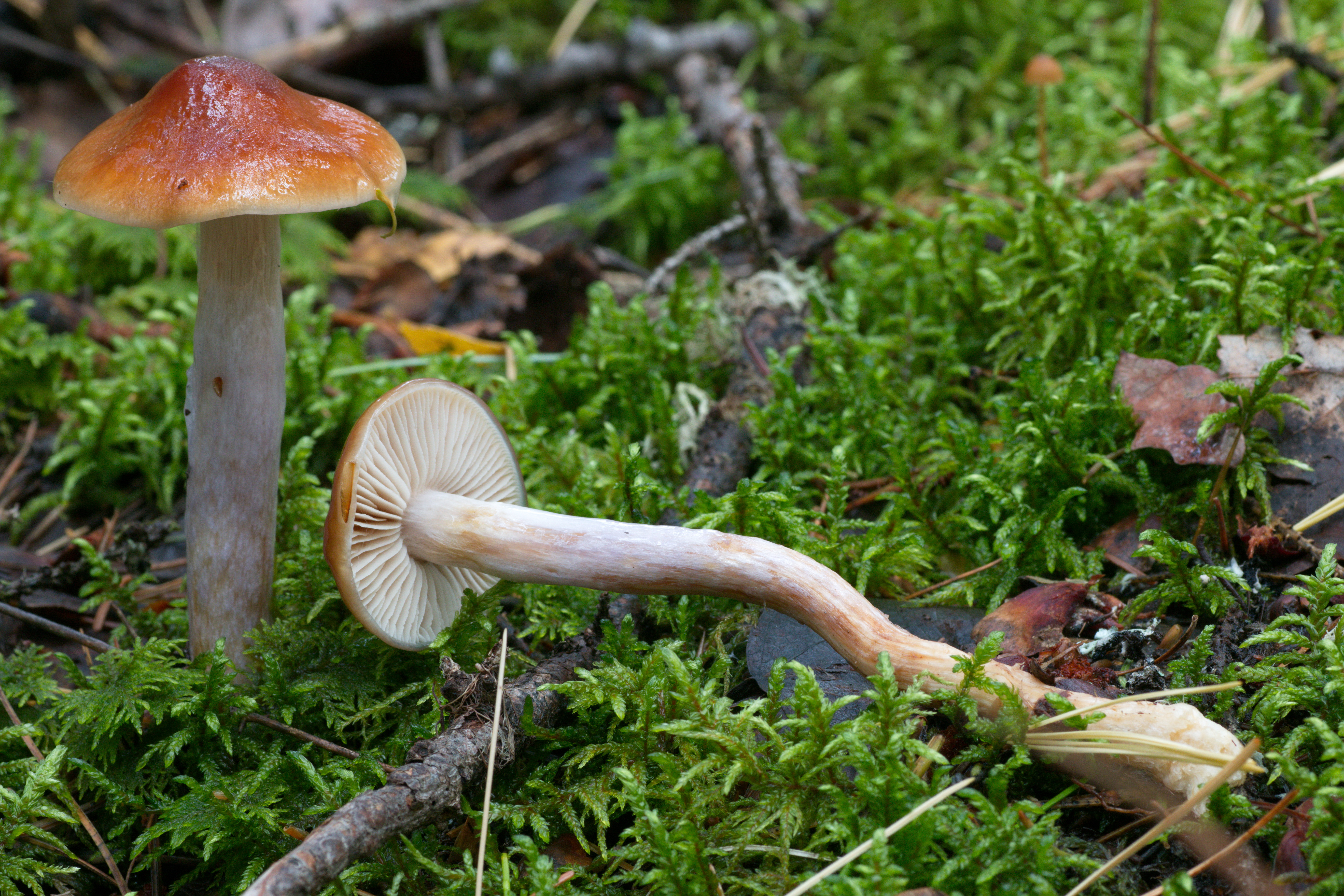
Cortinarius stillatitius
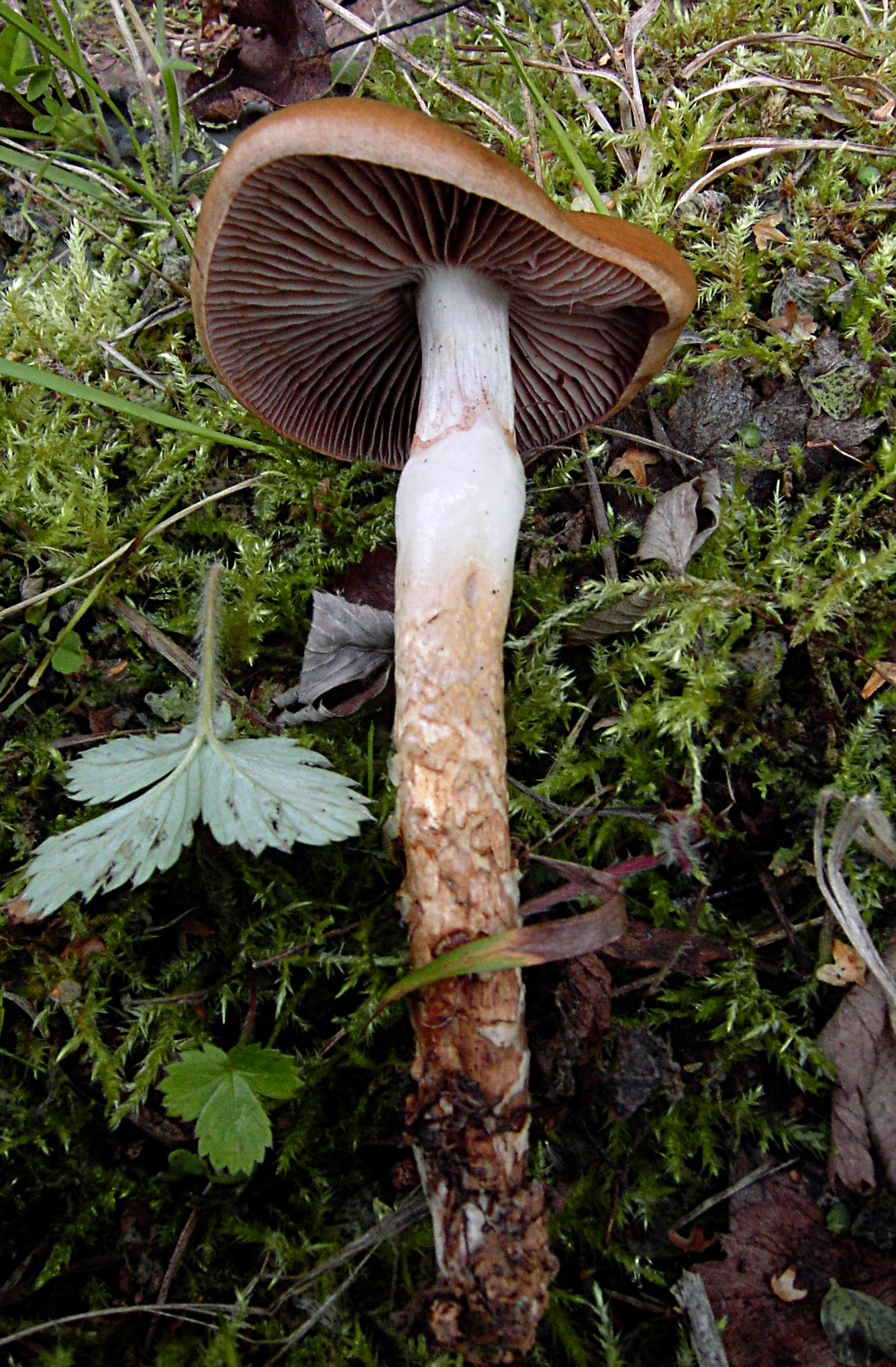
!Cortinarius trivialis!
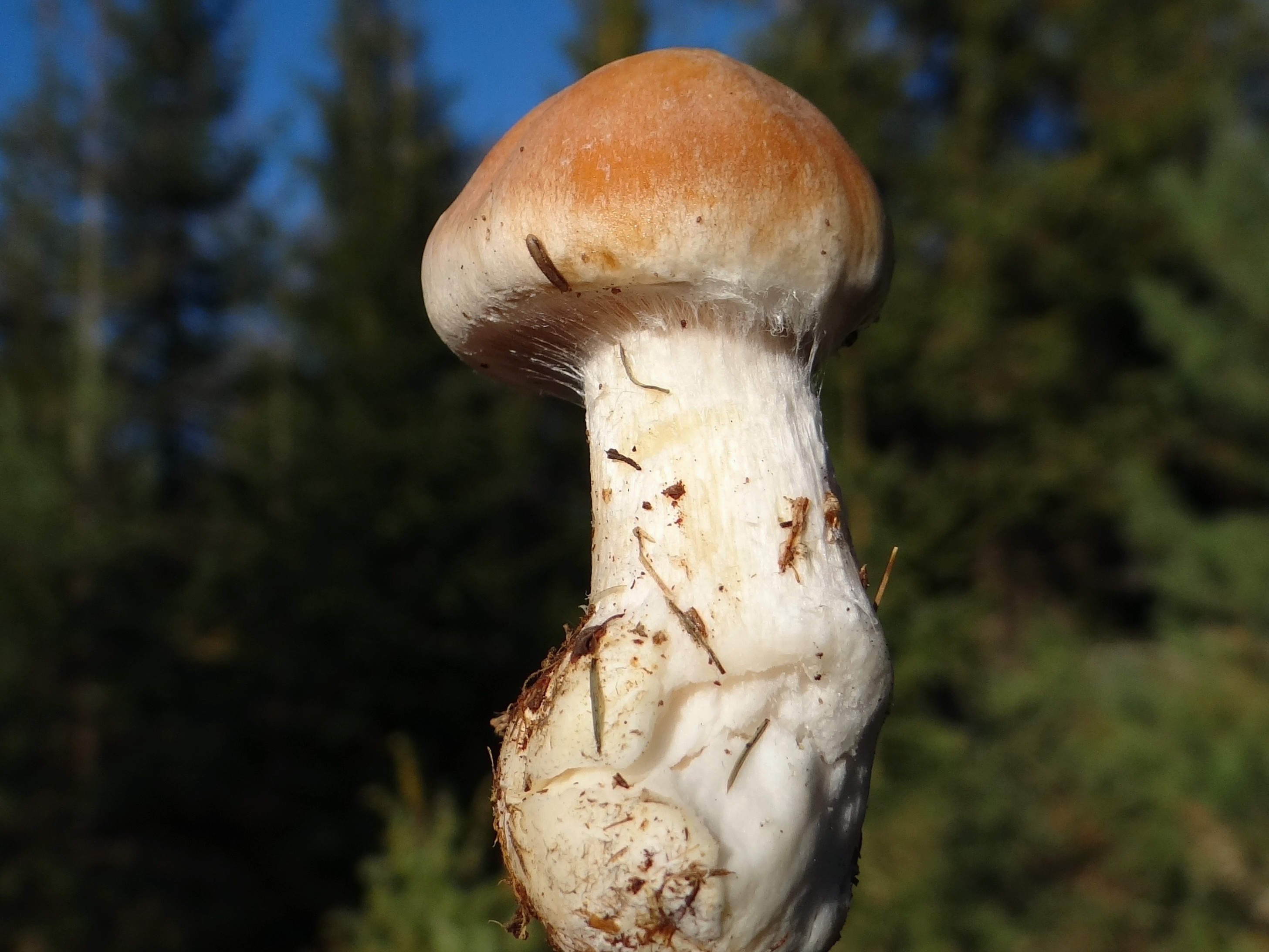
Cortinarius varius
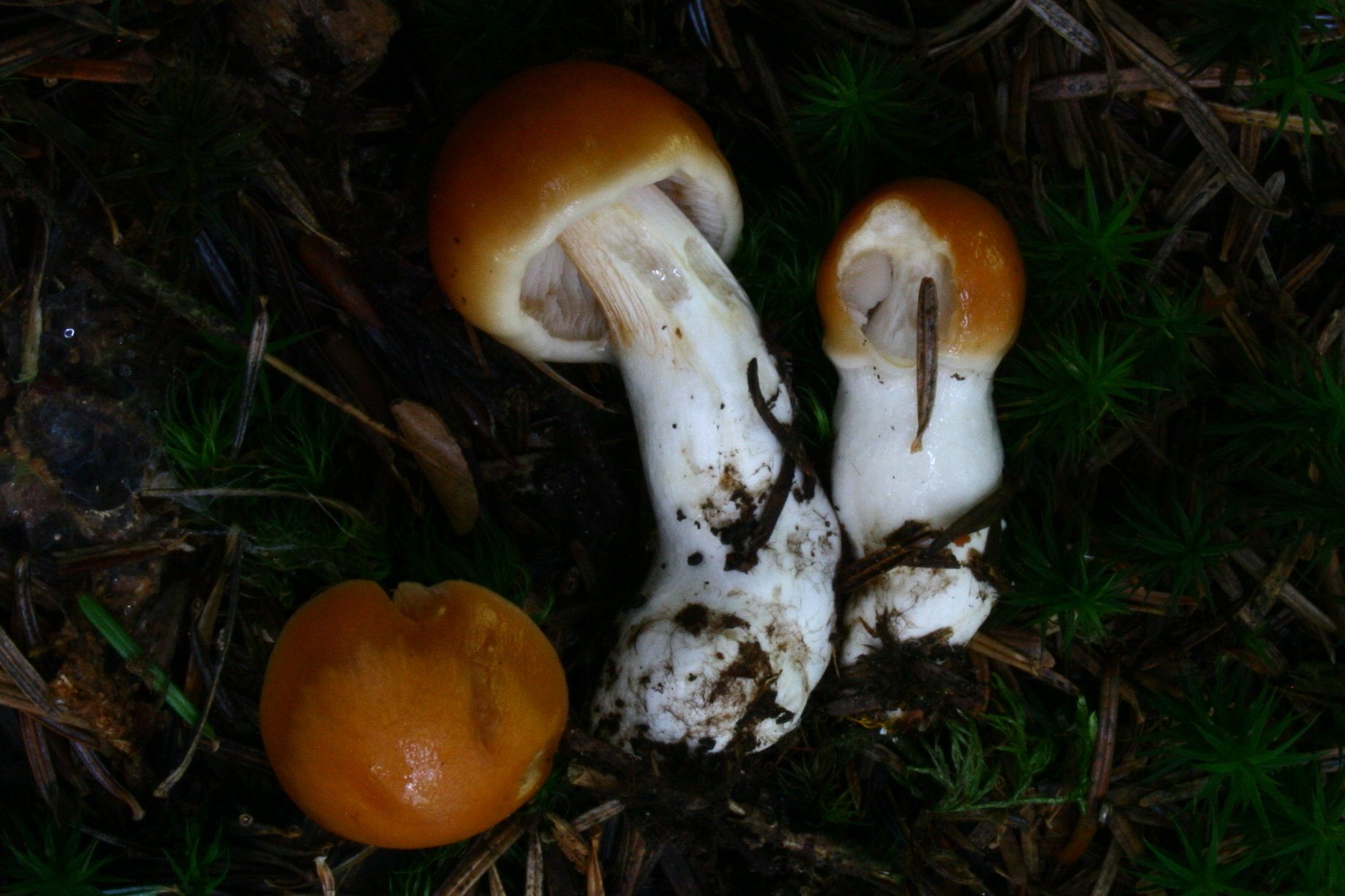
!Cortinarius vibratilis!

## Valorificare
Cortinarius mucifluus este comestibil, dar din cauza cărnii slinoase și moale de calitate culinară foarte scăzută. 